# Bès (Drôme)
Der Bès oder Bez ist ein Fluss in Frankreich, der im Département Drôme in der Region Auvergne-Rhône-Alpes verläuft. Er ändert mehrfach seinen Namen: zunächst Ruisseau de la Vière, dann Ruisseau des Gas (Gâts) und schließlich Bès. Seine Quelle liegt im Gemeindegebiet von Glandage, er entwässert generell Richtung West bis Nordwest im südlichen Grenzbereiches des Regionalen Naturparks Vercors und mündet nach rund 26 Kilometern unterhalb von Châtillon-en-Diois, an der Gemeindegrenze zu Montmaur-en-Diois, als rechter Nebenfluss in die Drôme.

## Orte am Fluss
- Glandage
- Châtillon-en-Diois

## Sehenswürdigkeiten
Schlucht „Gorges des Gas“, manchmal auch: Gorges des Gâts